# Anna Elisabeth Wiede
Anna Elisabeth Wiede (* 20. Dezember 1928 in Berlin; † 16. Juni 2009 ebenda) war eine deutsche Schriftstellerin, Dramaturgin und Übersetzerin.

## Leben
Als Tochter eines Werkzeugmachers besuchte Anna Elisabeth Wiede die Oberschule und arbeitete danach als Redakteurin in München. Im Jahre 1955 übersiedelte sie gemeinsam mit ihrem Ehemann Peter Hacks in die DDR. Gemeinsam mit Hacks übersetzte sie 1956 als erste Arbeit im neuen Staat für Bertolt Brechts Berliner Ensemble das Stück The Playboy of the Western World (dt. Der Held der westlichen Welt) von John Millington Synge. Ihr erstes Werk für Kinder war in den 1950er Jahren Das Untier von Samarkand, das ein großer Erfolg wurde. Für dieses dramatische Märchen erhielt sie im Jahre 1957 vom Ministerium für Kultur der DDR einen Preis zur Förderung der Kinder- und Jugendliteratur, den sie in einem Preisausschreiben gewann.
In Berlin arbeitete sie mit Bertolt Brecht und schrieb Erzählungen für Kinder, die in Sammelbänden veröffentlicht wurden. Zudem wurden ihre Stücke als Rundfunkhörspiel oder Schallplattenbearbeitung adaptiert.
Lange Zeit lebte Anna Elisabeth Wiede sowohl in Berlin, wobei sie die gemeinsame Wohnung in der Schönhauser Allee nach Hacks’ Tod aufgegeben hatte, als auch in Groß Machnow. Die letzten Lebensjahre war Wiede in Berlin-Prenzlauer Berg ansässig, wo sie 2009 80-jährig einem Krebsleiden erlag. 
Ihr Grab, sowie das ihres Ehemanns Peter Hacks, befindet sich auf dem  Friedhof II der Französisch-Reformierten Gemeinde in der Liesenstraße in Berlin-Mitte.

## Werke
- Das Untier von Samarkand, 1957
- Die Sonnenuhr, 1958
- Heiraten ist immer ein Risiko, 1963, als Saul O’Hara
- Die Abenteuer des Simplizius Simplizissimus, 1969
- Die Ratten von Hameln 1959 (Uraufführung 1979 in Greifswald, Regie: Manfred Dietrich, Bühne: Mathias Stein)
- Ein Freund der Wahrheit nach Wycherley als Übersetzung und Adaption (Uraufführung Spielzeit 1969/70 Deutsches Theater Göttingen, DDR-Erstaufführung 1986 in Greifswald, Regie: Manfred Dietrich)
- Die stille Pauline. Und andere märchenhafte Geschichten, Berlin (Eulenspiegel-Verlag) 2007
- St. Brendans Eiland, 2008

## Hörspiele
- 1955: Die Sonnenuhr – Regie: Benno Schurr, Klaus Friedrich (Kinderhörspiel – Südwestfunk)
- 1956: Aus den Erinnerungen des Zauberferkels Adalbert (mit Peter Hacks und James Krüss) – Regie: Benno Schurr, Klaus Friedrich (Kinderhörspiel – Südwestfunk)
- 1956: Das Zauberferkel Adalbert (mit Peter Hacks) – Regie: [unbekannt] (Kinderhörspiel – Südwestfunk)
- 1961: Die Sonnenuhr – Regie: Flora Hoffmann (Kinderhörspiel – Rundfunk der DDR; Übernahme durch Litera, 1963)
- 1963: Das Untier von Samarkand – Regie: Flora Hoffmann (Kinderhörspiel – Rundfunk der DDR)